# Dead to Rights (serie)
Dead to Rights es una serie de videojuegos creada por la empresa Namco. El protagonista es Jack Slate, un oficial de policía de la ficticia ciudad Grant City. En todos los juegos, Jack va acompañado de su perro K-9 llamado Shadow. 
Hasta la fecha, la serie consta de cuatro juegos. La primera entrega apareció en la consola Xbox como título exclusivo en el año 2002, aunque tiempo después fue versionado también para PlayStation 2 y GameCube.

## Juegos

### Dead to Rights (2002)
Dead to Rights, el primer juego de la serie, fue desarrollado por Namco y puesto a la venta como una exclusiva para la consola Xbox. Debido a la buena aceptación, tiempo después aparecieron versiones para las consolas PlayStation 2 y GameCube. Un año después, el juego fue programado también para Microsoft Windows. Dos años después, se lanzó una versión portátil para Game Boy Advance con un sistema de juego distinto.
La historia se centra en Jack Slate, un oficial de policía, y su perro Shadow, un K-9 leal e inteligente. Los dos patrullan las calles de Grant City, una metrópolis habitada con más criminales que ciudadanos honestos. Una noche, mientras se encontraban en una patrulla rutinaria, Jack responde a una llamada en una zona de construcción, sólo para encontrar a su padre asesinado. En la búsqueda del asesino de su padre, Jack se introduce en un laberinto de delincuencia y corrupción.

### Dead to Rights II (2005)
Dead to Rights II, el segundo juego de la serie, cuenta una historia anterior a la del primer juego. Fue desarrollado por Widescreen Games y lanzado para Microsoft Windows, Xbox y PlayStation 2. El juego conserva muchos de los elementos del juego original. La historia se centra en Jack y Shadow en su misión de buscar a un importante juez de Grant City, amigo del padre de Jack, que ha sido secuestrado.

### Dead to Rights: Reckoning (2005)
Dead to Rights: Reckoning, el tercer juego de la serie, fue desarrollado por Rebellion Developments y su historia se ubica antes que Dead to Rights II, por lo que es cronológicamente la primera aventura de la serie. Fue lanzado para la consola PlayStation Portable. La trama se centra en Jack Slate y su misión de rescatar a la hija secuestrada de un funcionario de Grant City.

### Dead to Rights: Retribution (2010)
Aunque es el cuarto videojuego, Dead to Rights: Retribution es un reinicio de la serie, por lo que omite los juegos anteriores. Fue lanzado para las consolas PlayStation 3 y Xbox 360. La historia cuenta la vida del oficial Jack Slate y su compañero canino Shadow en una peligrosa misión para destapar un complicado caso de corrupción de la ciudad de Grant City. Por primera vez en la serie, el jugador puede controlar al perro Shadow en ciertas misiones específicas para él.

## Personajes habituales
- Jack Slate:Es el protagonista de la serie, un agente del departamento de policía de Grant City. Posee un alto sentido del deber y es uno de los mejores policías de la ciudad. Muchos le tienen respeto por ello, y también por ser hijo del célebre Frank Slate, veterano detective adorado y temido por todos. Sin embargo, Jack tiene un fuerte temperamento y muy mal carácter, lo que le ha llevado a tener confrontaciones con sus superiores que casi le cuesta el puesto.
- Shadow: Es el compañero de Jack, un perro K-9 entrenado para el combate y el sigilo, muy inteligente, leal, servicial y peligroso. En los tres primeros juegos, Shadow es un pastor alemán, mientras que en el cuarto, Retribution, es un husky siberiano de gran tamaño, similar a un lobo.
- Frank Slate: Es el padre de Jack, uno de los policías más respetados del departamento. Él fue quien enseñó a Jack a luchar, y le apoyó en todo momento cuando éste decidió ser también policía. En Dead to Rights, Frank es asesinado al principio del juego, y es el motivo por el que Jack inicia su venganza personal. En Dead to Rights II y Dead to Rights: Reckoning sólo aparece de manera esporádica (aparece porque esos dos juegos cuentan historias anteriores al primero). En Dead to Rights: Retribution, al ser un reinicio de la serie, Frank aparece junto con Jack en las primeras misiones, hasta que es asesinado frente a los ojos de Jack (en el primer juego, Jack no vio como lo mataban).

- Datos: Q5245522